# José Planes
José Planes Peñalver (ur. 23 grudnia 1891 w Espinardo – dzielnicy Murcji, zm. 15 lipca 1974, tamże) − jeden z najwybitniejszych XX-wiecznych rzeźbiarzy regionu Murcia w Hiszpanii. Prace Planesa znajdują się na terenie całej Hiszpanii. Specjalizował się przede wszystkim w tematyce religijnej.

## Życiorys
Rzeźbą interesował się od wczesnego dzieciństwa. Inspirowały go m.in. szopki, charakterystyczne dla regionu Murcii. Wraz z malarzem Pedro Garcią Floresem otworzył warsztat artystyczny. W 1912 wstąpił do Królewskiej Akademii Sztuk Pięknych San Carlos w Walencji wcześniej nie studiował sztuki – był samoukiem. W 1918 wziął udział w wystawie w madryckim Athenaeum. W latach 1920 i 1924 otrzymał medale na Ogólnokrajowej Wystawie Sztuk Pięknych. Miał także wystawy we Włoszech i w Portugalii (Uniwersytet w Coimbrze). Był początkowo realistą i naturalistą (widoczne wpływy Rodina). Później pojawiły się w sztuce Planesa elementy kubistyczne.
W 1933 powrócił do Murcji, gdzie oddał się działalności edukacyjnej. Od okresu wojny domowej pogrążył się całkowicie w twórczości religijnej. W 1943 otrzymał główną nagrodę na Krajowej Wystawie Sztuki za pracę Dolorosa. Na Krajowej Wystawie w 1951 przyznano mu kolejną nagrodę – tym razem za Zmartwychwstanie Chrystusa. W latach 50. XX w. powrócił do tematyki świeckiej. W 1960 został wybrany profesorem Królewskiej Akademii Sztuk Pięknych św. Ferdynanda.